# Katarzyna Zalasińska
Katarzyna Zalasińska (ur. 1982) – polska prawniczka, doktor habilitowana nauk prawnych, nauczycielka akademicka, adiunktka w Katedrze Prawa i Postępowania Administracyjnego Uniwersytetu Warszawskiego, menedżerka kultury, dyrektorka Departamentu Ochrony Zabytków Ministerstwa Kultury i Dziedzictwa Narodowego, adwokatka, ekspertka w zakresie ochrony dziedzictwa, prawa ochrony zabytków, obrotu dobrami kultury oraz muzealnictwa. W latach 2022–2024 dyrektorka Narodowego Instytutu Dziedzictwa.

## Życiorys
W 2006 ukończyła studia na Wydziale Prawa i Administracji Uniwersytetu Warszawskiego. Uzyskała BLC Diploma in English and European Law w Szkole Prawa Brytyjskiego. Studiowała w Institute of Art and Law w Anglii.
W 2010 obroniła z wyróżnieniem rozprawę doktorską na Wydziale Prawa i Administracji Uniwersytetu Warszawskiego napisaną pod kierunkiem Aleksandry Wiktorowskiej pt. Aksjologiczne i normatywne podstawy prawnej ochrony zabytków nieruchomych w Polsce, wydaną pod tytułem Prawna ochrona zabytków nieruchomych w Polsce. Następnie została zatrudniona jako adiunktka w Katedrze Prawa i Postępowania Administracyjnego na WPiA UW.
W 2015 na podstawie dorobku naukowego oraz rozprawy pt. Muzea publiczne. Studium administracyjnoprawne uzyskała na Wydziale Prawa i Administracji Uniwersytetu Śląskiego stopień doktor habilitowanej. W 2016 została wpisana na listę adwokatów. 
W latach 2007–2015 pracowała w Trybunale Konstytucyjnym. W latach 2018–2021 dyrektorka Departamentu Ochrony Zabytków Ministerstwa Kultury i Dziedzictwa Narodowego. Od 1 stycznia 2022 pełniła funkcję dyrektorki Narodowego Instytutu Dziedzictwa. Zakończyła swoją misję z dniem 10 czerwca 2024 w związku z likwidacją Instytutu w wyniku połączenia Narodowego Instytutu Dziedzictwa z Narodowym Instytutem Konserwacji Zabytków.

## Działalność naukowo-badawcza
Na polu naukowo-badawczym zajmuje się problematyką prawną związaną z ochroną zabytków, działalnością muzeów, bibliotek, archiwów oraz obrotem dziełami sztuki. Tematyka jej publikacji naukowych związana jest głównie z prawnymi aspektami funkcjonowania systemu ochrony dziedzictwa kulturowego, ze szczególnym uwzględnieniem działalności UNESCO. Jest autorką komentarza do ustawy o ochronie zabytków i opiece nad zabytkami oraz redaktorką i współautorką komentarza do Konwencji UNESCO w dziedzinie kultury.
Członkini zespołu redakcyjnego czasopisma „Santander Art and Culture Law Review”.
W latach 2022-2024 redaktor naczelna „Ochrony zabytków", specjalistycznego, naukowego czasopisma poświęconego tematyce ochrony dziedzictwa, kulturowego, konserwacji i badaniu obiektów zabytkowych.
Prowadzi zajęcia dydaktyczne na Wydziale Prawa i Administracji UW, wykładała również na Akademii Obrony Narodowej, Uniwersytecie Kardynała Stefana Wyszyńskiego, Krakowskiej Akademii im. Andrzeja Frycza Modrzewskiego, Akademii Finansów i Biznesu Vistula, Krajowej Szkole Administracji Publicznej oraz Krajowej Szkole Sądownictwa i Prokuratury.

## Działalność ekspercka
W latach 2009–2016 jako ekspertka współpracowała z Ministerstwem Kultury i Dziedzictwa Narodowego, Narodowym Instytutem Dziedzictwa, Narodowym Instytutem Muzealnictwa i Ochrony Zbiorów, Polskim Komitetem ds. UNESCO, a także Biurem Analiz Sejmowych. W latach 2012–2017 była członkinią Rady Ochrony Zabytków przy MKiDN. 
W latach 2016–2018 i 2020-2023 zasiadała w Państwowej Radzie Archiwalnej.
Wspólnie z Hanną Schreiber stworzyła koncepcję wdrożenia w Polsce Konwencji UNESCO w sprawie ochrony niematerialnego dziedzictwa kulturowego z 2003. W latach 2013–2019 była członkinią Rady ds. Niematerialnego Dziedzictwa Kulturowego przy MKiDN. W ramach tej działalności przyczyniła się do złożenia pierwszego polskiego wniosku i wpisania w 2018 r. szopkarstwa na Listę Reprezentatywną Niematerialnego Dziedzictwa Ludzkości UNESCO. Ekspertka podczas Ogólnopolskiej Konferencji Kultury w zakresie problematyki ochrony niematerialnego dziedzictwa. 
Od kwietnia 2022 r. do czerwca 2024 r. kierowała Centrum Pomocy dla Kultury na Ukrainie. 
W 2023 r. powołana jako ekspert Komisji Europejskiej w ramach Commission expert sub-group on safeguarding cultural heritage in Ukraine. 
Jest pomysłodawczynią ustanowionego przez UNESCO w 2023 r. Międzynarodowego Dnia Dziedzictwa Niematerialnego.
Doprowadziła do powołania Centrum Badań nad Prawem Ochrony Dziedzictwa Kultury w strukturze Narodowego Instytutu Dziedzictwa.
Brała udział w Experts’ Meeting on the Preparation of a Draft Recommendation on Preservation and Access of Documentary Heritage (2014), a następnie weszła w skład polskiej delegacji, która brała udział w pracach nad przyjętym podczas 38 sesji Konferencji Generalnej UNESCO (Paryż, 2015) Zaleceniem w sprawie zachowania i dostępu do dziedzictwa dokumentacyjnego. 
W latach 2016–2017 pełniła funkcję Sekretarza Międzyresortowego Zespołu do spraw przygotowania 41. posiedzenia Biura Komitetu Dziedzictwa Światowego UNESCO oraz 41. sesji Komitetu Dziedzictwa Światowego w Krakowie w 2017.
W latach 2018–2021 pełniła funkcję Przewodniczącej Komitetu Światowego Dziedzictwa w Polsce.

## Działalność społeczna i sportowa
Członkini Polskiego Komitetu Narodowego Międzynarodowej Rady Muzeów ICOM, Polskiego Komitetu Narodowego Międzynarodowej Rady Ochrony Zabytków ICOMOS, Rady Naukowej Stowarzyszenia Twórców Ludowych oraz Polskiego Towarzystwa Legislacji. W latach 2015–2016 prezeska Warszawskiego Oddziału Towarzystwa Opieki nad Zabytkami. Wydawczyni, redaktorka naczelna oraz autorka tekstów w ukazującym się w latach 2011–2012 „Art Experts Magazine”, poświęconym problematyce rynku sztuki. 
Zawodniczka i propagatorka polo w Polsce. Współautorka i współredaktorka książki Polo w Polsce 1911–2011, a także autorka licznych publikacji dotyczących polo w prasie branżowej, w tym w Hodowca i Jeździec.

## Wybrane publikacje
- Ochrona zabytków nieruchomych w Polsce, Warszawa 2010
- Rynek sztuki. Aspekty prawne, (red. wspólnie z Wojciechem Kowalskim), Warszawa 2011
- Muzea publiczne. Studium Administracyjnoprawne, Warszawa 2013
- Konwencje UNESCO w dziedzinie kultury. Komentarz (wraz z: Hanną Schreiber, Wojciech Kowalski, Katarzyna Piotrowska-Nosek), Warszawa 2014
- Wykład prawa ochrony zabytków (wraz z K. Zeidlerem), Gdańsk-Warszawa 2015
- Ustawa o ochronie zabytków i opiece nad zabytkami. Komentarz, Warszawa 2020